# Municipio de Bath (condado de Summit)
El municipio de Bath (en inglés, Bath Township) es un municipio del condado de Summit, Ohio, Estados Unidos. Tiene una población estimada, a mediados de 2021, de 9959 habitantes.

## Geografía
Está ubicado en las coordenadas 41°10′44″N 81°38′57″O / 41.17889, -81.64917. Según la Oficina del Censo de los Estados Unidos, tiene una superficie total de 58.2 km², de la cual 57.7 km² corresponden a tierra firme y 0.5 km² son agua.

## Demografía
Según el censo de 2020, en ese momento había 10 024 personas residiendo en la zona. La densidad de población era de 173.7 hab./km². El 89.34% de los habitantes eran blancos, el 1.97% eran afroamericanos, el 0.06% eran amerindios, el 3.11% eran asiáticos, el 0.01% era isleño del Pacífico, el 0.59% eran de otras razas y el 4.93% eran de una mezcla de razas. Del total de la población, el 2.15% eran hispanos o latinos de cualquier raza.